# Pasi Riihelä
Pasi Olavi Riihelä (* 6. April 1975 in Nokia (Stadt)) ist ein ehemaliger finnischer Basketballspieler.

## Leben
Der 1,99 Meter große Flügelspieler begann seine Profikarriere in der Saison 1995/96 bei Kisa Nokia in der Korisliiga, der ersten Liga Finnlands. Nach seinem ligainternen Wechsel zu Kouvot 1996 wurde er mit der Mannschaft in den Spielzeiten 1996/97 und 1997/98 jeweils finnischer Vizemeister. Nach der Saison 1997/98, in der er 14,1 Punkte und 5,1 Rebounds pro Begegnung erzielt hatte und als Spieler des Jahres der Korisliiga ausgezeichnet worden war, setzte Riihelä seine Laufbahn im Ausland fort. Ari Tammivaara, der im Vorfeld der Saison 1998/99 das Traineramt beim deutschen Bundesligisten USC Freiburg übernahm, lotste seinen Landsmann ins Breisgau. Riihelä stand in 19 Bundesliga-Spielen für den USC auf dem Feld und erzielte im Schnitt 8,9 Punkte sowie 3,5 Rebounds je Einsatz. Die Höchstleistung des Finnen im Freiburger Hemd waren 17 Punkte, welche er im Oktober 1998 gegen Ulm verbuchte. Am Ende der Saison 1998/99 stand der Abstieg aus der Bundesliga.
Riihelä stand von 1999 bis 2001 im schwedischen Borås unter Vertrag, anschließend spielte er zu Saisonbeginn 2001/02 kurzzeitig beim BBC Monthey (Schweiz) und ging dann nach Finnland zurück. Als Mitglied der Mannschaft Lappeenranta YMCA wurde er 2005 und 2006 finnischer Meister, 2006, 2007, 2008 und 2009 gewann man ebenfalls den finnischen Pokalwettbewerb. In den Spieljahren 2003/04 (Riihelä erzielte in dieser Saison 22,6 Punkte/Spiel) und 2004/05 (18,1 Punkte/Spiel) erhielt er zum zweiten beziehungsweise dritten Mal die Auszeichnung als Spieler des Jahres der Korisliiga. Nach einer einjährigen Rückkehr zu Kouvot (2009/10) spielte er von 2010 bis zu seinem Karriereende 2012 wieder bei Lappeenranta YMCA.
Als Nationalspieler nahm Riihelä an 66 A-Länderspielen teil, weitere Spielerfahrung auf internationaler Ebene sammelte der Flügelspieler in Europapokalauftritten mit Borås und Lappeenranta YMCA.